# Soulosse-sous-Saint-Élophe
Soulosse-sous-Saint-Élophe település Franciaországban, Vosges megyében. Lakosainak száma 653 fő (2022. január 1.). Soulosse-sous-Saint-Élophe Autigny-la-Tour, Barville, Coussey, Jubainville, Martigny-les-Gerbonvaux, Maxey-sur-Meuse, Moncel-sur-Vair, Ruppes és Neufchâteau községekkel határos.

## Népesség
A település népessége az elmúlt években az alábbi módon változott:
| Lakosok száma | 637  | 642  | 656  | 646  | 649  | 655  | 658  | 657  | 653  |
|               | 2013 | 2015 | 2016 | 2017 | 2018 | 2019 | 2020 | 2021 | 2022 |